# SC Wacker Schidlitz
Der SC Wacker Schidlitz (laut DSFS), bzw. SC Wacker Danzig (laut Hardy Grüne) war ein deutscher Sportverein aus dem Danziger Stadtteil Schidlitz. Die Fußballabteilung spielte zwei Jahre lange in der erstklassigen Gauliga Danzig-Westpreußen.

## Geschichte
Der Verein wurde 1921 gegründet. Ein Spielbetrieb im Baltischen Rasen- und Wintersport-Verband ist seit der Spielzeit 1923/24 überliefert, als Wacker Schidlitz als Tabellenerster der drittklassigen 2. Klasse Danzig den Aufstieg in die nächsthöhere Liga erreichte. Auch in der A-Klasse Danzig 1924/25 wurde der Verein Erster, so dass er zur Spielzeit 1925/26 in die erstklassige Kreisliga Danzig aufstieg. Die Vereine in der höchsten Danziger Fußballliga waren jedoch für Schidlitz zu stark, der Verein stieg sieglos direkt wieder in die A-Klasse ab. Ein Wiederaufstieg in die höchste Fußballliga gelang zur Spielzeit 1927/28, doch auch in dieser Saison stieg der Verein als Tabellenletzter umgehend wieder in die Zweitklassigkeit ab. In den kommenden Jahren verblieb Schidlitz in der zweitklassigen A-Klasse und erreichte überwiegend Mittelfeldplatzierungen.
Nach der Gleichschaltung der Nationalsozialisten im Jahr 1933 wurden alle bisherigen Fußball-Verbände aufgelöst. Der Spielbetrieb wurde nun in 16 Fußballgauen organisiert, Schidlitz wurde dem Sportgau Ostpreußen zugeordnet. Durch die Umstrukturierung wurde der Verein in die drittklassige 1. Klasse Bezirk IV Danzig-Marienwerder Kreis I Danzig zugeordnet und stieg nach der Spielzeit 1934/35 gar in die viertklassige 2. Klasse ab. In der Spielzeit 1936/37 gewann Schidlitz die 2. Klasse und stieg wieder in die Drittklassigkeit auf. Durch eine Umstrukturierung des Ligasystems gelang dem Verein zur Spielzeit 1938/39 der Aufstieg in die zweitklassige Bezirksklasse Danzig. Ein Spielbetrieb in der durch den Beginn des Zweiten Weltkriegs geprägten Saison 1939/40 ist nicht überliefert.
Nach Gründung des Sportgaus Danzig-Westpreußen 1940 erfolgte eine Übergangsrunde zur Einteilung der Vereine in das Ligasystem. In dieser erreichte Schidlitz den sechsten Tabellenplatz und wurde dadurch in die zweitklassige 1. Klasse Danzig 1940/41 eingeordnet. In dieser erreichte der Verein hinter der Post-SG Danzig den zweiten Tabellenplatz, was den Aufstieg in die erstklassige Gauliga Danzig-Westpreußen 1941/42 bedeutete. In dieser erreichte Wacker den sechsten Tabellenplatz bei zehn teilnehmenden Vereinen. In der Spielzeit 1942/43 zog sich Wacker Schidlitz im April 1943 vermutlich kriegsbedingt aus der Gauliga zurück, die bisher ausgetragenen Spiele (2 Siege, 2 Unentschieden, 14 Niederlagen) wurden annulliert. Die Spielzeit 1943/44 wurde in der zweitklassigen 1. Klasse Danzig bestritten. Auch in der Spielzeit 1944/45 nahm der Verein noch an der 1. Klasse Danzig teil, die Spielzeit wurde jedoch kriegsbedingt nach wenigen Spieltagen abgebrochen.
Nach dem Zweiten Weltkrieg wurde das zum Deutschen Reich gehörende Danzig unter polnische Verwaltung gestellt. Der SC Wacker Schidlitz wurde – wie alle übrigen deutschen Vereine und Einrichtungen – zwangsaufgelöst.

## Erfolge
- Spielzeiten in der Gauliga Danzig-Westpreußen: 1941/42, 1942/43